# گزور علیا
گزور علیا یک روستا در استان اردبیل در ایران است که در دهستان سنجبد شمالی واقع شده‌است. گزور علیا ۱۳۲ نفر جمعیت دارد.
دارای آب و هوای معتدل کوهستانی می‌باشد، بیشتر ساکنین در سالهای اوایل انقلاب بعلت معیشت و اقتصاد به کلان‌شهر تهران کوچ نموده‌اند و در اکثر نقاط تهران ساکن می‌باشند.
در معانی لغتی به گز وار یا گنج وار نیز اشاره می‌شود که با توجه به سابقه باستانی اشاره به وجود آثار باستانی نیز دارد.
به تازگی ساخت و سازهای جدید انجام و مورد استفاده ییلاقی اهالی بومی ساکن در شهر تهران می‌باشد.
دامداری و کشاورزی عموماً دیم با محصولات جو، گندم و حبوبات نخود و عدس شغل ساکنین دائمی روستا می‌باشد که به تازگی بعلت وجود مراتع پر از گلهای طبیعی ساهد پرورش زنبور عسل می‌باشیم.
روستاهای نزدیک بنیاد آباد (میکیلان) و هورانی گزور سفلی چای گزور می‌باشد.